# Achimenes skinneri
Achimenes skinneri är en tvåhjärtbladig växtart som beskrevs av John Lindley. Achimenes skinneri ingår i släktet Achimenes och familjen Gesneriaceae. Inga underarter finns listade i Catalogue of Life.